# フライングキッド市原
フライングキッド市原（フライングキッドいちはら、1969年1月25日 - ）は、日本のプロレスラー。四国活性化事業四国OHENROエンターテイメントの所属であり、自ら代表も務める。本名は市原 昭仁（いちはら あきひと）。徳島県徳島市出身。身長170cm（公称、実際は156cm）・体重85kg。徳島市内のお好み焼き店の「ムーンサルト」のオーナーであり、ご当地グルメでのまちおこし団体「とくしま豆天玉連」の理事も務める。

## 経歴
FMW1期生として、1990年1月17日、熊本県熊本小国ドームにて、本名の市原昭仁として森重正臣とエキシビション・マッチでデビュー。正式なデビュー戦は、5月12日の青森・十和田市民体育館での尾内淳（現：ウルトラマンロビン）戦。
当時は無理矢理体を大きくしようと無理なウエイトアップを行った為、肥満体型のアンコ型レスラーで、得意技に雷電ドロップ（ジャンピングヒップドロップ）を使用するなど、後の空中殺法を得意とするレスラー像とはかけ離れていた。
1992年5月にメキシコへの武者修行に旅立ち、WWAのリングを主戦場に、カブキ・ハンニャのリングネームで活躍するが、このメキシコ遠征で、肉体改造に着手し、大減量の末、スマートな体型に変わり、空中殺法を得意とするようになる。
1993年2月、リングネームをオーニタ・ジュニアと改め「大仁田厚の息子」と言うギミックでメキシコで活躍し、日本に帰国する（日本でも一時期、オーニタ・ジュニアのリングネームを使用していたが、大仁田厚の息子というギミックが日本では荷が重かったのか、本名の市原昭仁に戻して試合を行っている）。
その後、同じようにメキシコに武者修行し、凱旋帰国したハヤブサが次期エースとして期待されたのに比べ、覆面レスラーのレイ・パンディータとしてパンダの着ぐるみを着用し、色物レスラーとして扱われるという、本人からすれば不本意な扱いを受け、1995年4月23日、ターザン後藤、ミスター雁之助と共にFMWを退団して真FMW軍を結成。（なお、FMWを離脱した本当の理由は、現在でも口を固く閉ざしている）。5月8日、リングネームをフライングキッド市原に改名。
以降、IWA・JAPANをはじめ、インディー団体を渡り歩いた後、1997年1月、ミスター雁之助とともにFMWに復帰。真FMW軍としてFMW正規軍に敵対。一時、フライングキッ道市原を名乗り冬木軍プロモーションに所属したが、離脱し最終的にはFMW正規軍に落ち着く。
FMWがエンターテイメント路線になってからは、色男キャラとして荒井薫子（荒井昌一社長の姪というギミック）と草凪純との間で自身のマネージャーをかけた争いを演出するなどするが、FMWが倒産した後はWMFに活動の場を移す。その後離脱し、現在はフリーランスとして様々なインディー団体で活動している。
2013年9月、四国の文化の振興を目的として「四国OHENROエンターテイメント」を立ち上げる。
2015年3月、フライングキッド市原25周年記念大会が地元・徳島市で開催された。

## 得意技
ムーンサルトプレス

## タイトル歴
- WWAインターナショナル・ライトヘビー級王座
- WEW6人タッグ王座

## エピソード
- 中学を卒業後、高校へは進学せずにレスラーを志したが、身体の大きくなかった市原は周囲の反対を受けた。デビュー後にこう語っている。「俺、みんなに『お前には無理だ』『やめろ』って反対されたとき、そういうことをいう大人には絶対にならないって決めたんですよ」（『メキシコホテル』）
- まちおこし団体「とくしま豆天玉連」の理事に選ばれた時、「後輩にだまされた」と言っている。
- 1年365日、自身のブログを欠かす事なくアップしている。

## メディア出演
2013年
- たまたま金曜日（テレビトクシマ）
- トク6（NHK徳島）
- となりのラジオ（四国放送ラジオ）

2014年
- ちちんぷいぷい（毎日放送）
- ケンイチ（BS日テレ）
- ニュースアンカー（関西テレビ）
- スマキン（四国放送テレビ）
- たまたま金曜日（テレビトクシマ）